# Neottiglossa
Neottiglossa — род клопов из семейства щитников.

## Описание
Голова явно короче ширины. Весь верх тела в более или менее равномерной чёрной пунктировке, без широких светлых продольных полос. Щиток близ передних углов с гладкими бугорками цвета слоновой кости.

## Виды
В состав рода входят:
- Neottiglossa bifida (A. Costa, 1847)
- Neottiglossa flavomarginata (Lucas, 1849)
- Neottiglossa leporina (Herrich-Schäffer, 1830)
- Neottiglossa lineolata (Mulsant & Rey, 1852)
- Neottiglossa pusilla (Gmelin, 1790)